# Isi Delvigne
Pour les articles homonymes, voir Delvigne.
Isi Delvigne (Seraing, 4 janvier 1882 - Spa, 22 juin 1959) est un homme politique belge, syndicaliste et militant wallon.

## Biographie
Il fut, dit l'Encyclopédie du Mouvement wallon, le maître à penser de toute une génération socialiste de l'Entre-deux-guerres.
Il préside la Fédération générale des métallurgistes de 1934 à 1940. puis  la Fédération  des métallos FGTB de Liège.
Il fonda La Wallonie et en demeura le directeur jusqu'en 1951.
Il est échevin de Seraing de 1912 à 1919, puis député de Liège de 1919 à 1934.
Il collabore aussi à L'Action wallonne rêve d'une réunion à la France mais au-delà d'une réunion de pays plus large encore, l'Europe.
L'Encyclopédie du Mouvement wallon cite de lui deux extraits qui ont fortement influencé André Renard aux dires même de celui-ci. C'est selon Pierre Tilly l'une des amitiés à la base du réseau de Renard
L'une concerne les réformes de structure et l'autre le fédéralisme, soit les deux piliers du renardisme.

Le premier extrait qui illustre cette influence est de Tuons la crise, brochure écrite en 1936 : 
«  Nos industries de base sont cartellisées ou s'entendent pour exercer à leur profit exclusif, un véritable monopole c'est-à-dire pour être maîtresse du marché [...] C'est le cas pour la sidérurgie, le gaz et l'électricité, le charbon, les transports. Personne ne soutiendra que tous  ces organismes n'obéissent pas à une direction centrale [...] L'économie actuelle est donc dirigée. Mais elle est mal dirigée parce que l'idée qui l'inspire est de réaliser des profits rapides et exorbitants à l'usage d'une infime minorité. »

Le deuxième extrait est de La Wallonie du 14 mai 1949: 
«  Le jour où dans la Belgique dont nous sommes partie intégrante depuis 1830, la Wallonie française sera subordonnée à la Flandre flamande, nous en serons revenus à la situation où nous fûmes en 1814 et 1830. Nous dépendions alors de la bonne volonté de la Hollande. Nous étions des citoyens de seconde zone. Nous allons dépendre demain du bon plaisir de la Flandre [...] Que se passera-t-il? Ce qui se passe dans tous les pays où il y a une minorité opprimée ou subalternalisée. Nous ne pouvons admettre sans sourciller pareille aberration. Notre minorité n'est pas négligeable. Elle équivaut à 45 % de la population. Si nous ne sommes pas égaux en nombre, nous le sommes en puissance et cela seul importe. Dès lors, le choc est inévitable. Nous aurons demain un État fédéral ou la discorde ira s'aggravant jusqu'au jour où il y aura de la casse. »